# Marathon de Tokyo 2017
Navigation
Édition précédente Édition suivante
Le Marathon de Tokyo de 2017 est la 11e édition du Marathon de Tokyo au Japon qui a eu lieu le dimanche 26 février 2017. C'est le premier des World Marathon Majors à avoir lieu en 2017. Le Kényan Wilson Kipsang remporte la course masculine avec un temps de 2 h 3 min 58 s. Sa compatriote Sarah Chepchirchir s'impose chez les féminines en 2 h 19 min 47 s.

## Résultats

### Hommes
| Rang               | Athlète              | Nationalité | Temps           |
| ------------------ | -------------------- | ----------- | --------------- |
| Médaille d'or      | Wilson Kipsang       | Kenya       | 2 h 03 min 58 s |
| Médaille d'argent  | Gideon Kipketer      | Kenya       | 2 h 05 min 51 s |
| Médaille de bronze | Dickson Chumba       | Kenya       | 2 h 06 min 25 s |
| 4                  | Evans Chebet         | Kenya       | 2 h 06 min 42 s |
| 5                  | Alfers Lagat         | Kenya       | 2 h 07 min 39 s |
| 6                  | Bernard Kipyego      | Kenya       | 2 h 08 min 10 s |
| 7                  | Yohane Ghebregergish | Érythrée    | 2 h 08 min 14 s |
| 8                  | Hiroto Inoue         | Japon       | 2 h 08 min 22 s |
| 9                  | Tsegaye Kebede       | Éthiopie    | 2 h 08 min 45 s |
| 10                 | Hiroyuki Yamamoto    | Japon       | 2 h 09 min 12 s |

### Femmes
| Rang               | Athlète            | Nationalité | Temps           |
| ------------------ | ------------------ | ----------- | --------------- |
| Médaille d'or      | Sarah Chepchirchir | Kenya       | 2 h 19 min 47 s |
| Médaille d'argent  | Birhane Dibaba     | Éthiopie    | 2 h 21 min 19 s |
| Médaille de bronze | Amane Gobena       | Éthiopie    | 2 h 23 min 09 s |
| 4                  | Ayaka Fujimoto     | Japon       | 2 h 27 min 08 s |
| 5                  | Marta Lema         | Éthiopie    | 2 h 27 min 37 s |
| 6                  | Sara Hall          | États-Unis  | 2 h 28 min 26 s |
| 7                  | Madoka Nakano      | Japon       | 2 h 33 min 00 s |
| 8                  | Kotomi Takayama    | Japon       | 2 h 34 min 44 s |
| 9                  | Hiroko Yoshimoto   | Japon       | 2 h 35 min 11 s |
| 10                 | Mitsuko Ino        | Japon       | 2 h 39 min 33 s |